# 한니발 (2001년 영화)
한니발(Hannibal)은 2001년 공개된 미국의 영화로, 동명의 소설을 원작으로 한다.

## 줄거리
영화 '한니발'은 FBI 요원 클라리스 스탈링이 연쇄 살인마 한니발 렉터를 체포하려 하지만, 렉터의 유일한 생존 피해자 메이슨 버저 또한 렉터를 잡으려 하면서 벌어지는 이야기이다. 스탈링은 과거의 사건으로 인해 위기에 처하게 되고, 버저는 자신의 재력과 정치적 영향력을 이용하여 스탈링을 렉터 사건에 투입시킨다. 렉터는 피렌체에 숨어 가짜 신분으로 지내면서 스탈링에게 편지를 보내고, 이를 통해 스탈링은 그의 행적을 쫓기 시작한다. 한편, 피렌체의 형사 파치 역시 렉터의 정체를 알게 되고, 버저에게 돈을 받고 렉터를 납치하려 하지만 오히려 렉터에게 살해당한다. 렉터를 잡으려는 버저의 계략은 계속되고, 결국 렉터는 버저의 손에 잡히게 된다. 하지만 스탈링은 버저의 저택에 침투하여 렉터를 구출하려 한다. 렉터는 버저의 잔인한 계획을 역이용하여 버저를 돼지 우리에 던져 죽게 만든다. 렉터는 스탈링을 안전한 곳으로 옮기지만, 그녀를 진정시키고 자신의 만찬에 초대한다. 렉터는 스탈링의 억압자였던 크렌들러의 뇌를 요리하여 그에게 먹이는 끔찍한 만찬을 준비한다. 하지만 스탈링은 렉터의 행동에 경악하고, 그를 공격한다. 렉터는 스탈링을 제압하고 그녀에게 키스하지만, 경찰이 도착하자 위협적인 상황을 연출한다. 결국, 렉터는 비행기에서 소년에게 크렌들러의 뇌를 건네며 "새로운 것을 시도해 보는 것이 중요하다"고 말하는 장면으로 영화는 끝난다.

## 출연

### 주연
- 안소니 홉킨스
- 줄리안 무어

### 조연
- 에니오 콜토티
- 지안카를로 지아니니
- 로버트 라이티
- 프란체스카 네리
- 브루노 라자레티
- 알렉스 코라도

## 기타
- 원작자: 토머스 해리스
- 미술: 노리스 스펜서
- 의상: 잔티 예이츠
- 배역: 스테파니 코샐리니
- 배역: 루이스 디지아이모